# Wolfgangshof
Wolfangshof is een plaats in de Duitse gemeente Zirndorf, deelstaat Beieren.